# Oscar Poigny
Oscar Poigny (né Daniel-Oscar Peigne le 5 avril 1849 à Bordeaux et mort le 21 juillet 1899 à Vichy) est un danseur et chorégraphe français.
Epoux de Fassetta Teresa  ou Teresina (née le 17 juillet 1854 - Cumiana, Turin, Piémont, ITALIE, décédée le 8 octobre 1929 - Paris, 75, Seine, FRANCE à l'âge de 75 ans, Artiste chorégraphe)  marié le 19 juin 1880, Bruxelles, Belgique).
On sait très peu de choses de lui, sinon qu'il est danseur à Paris en 1876 et qu'il arrive à Bruxelles en septembre 1877, engagé par le maître de ballet du Théâtre de la Monnaie Joseph Hansen. Au départ de ce dernier, en 1879, Poigny devient maître de ballet à son tour et le reste jusqu'en 1886. De 1886 à 1889, il occupe les mêmes fonctions à Lyon, puis à Marseille de 1889 à 1898.

## Chorégraphies
- Une nuit de Noël, musique d'Oscar Stoumon (Bruxelles, 13 octobre 1880)
- Hérodiade, musique de Jules Massenet (Bruxelles, 19 décembre 1881)
- Les Sorrentines, musique d'Oscar Stoumon (Bruxelles, 26 octobre 1882)
- Le Poète et l'Étoile musique de Jacques Steveniers (Bruxelles, 21 avril 1884)
- La Tzigane, musique d'Oscar Stoumon (Bruxelles, 27 mars 1885)
- Bouquetière, musique d'Émile Pichoz (Lyon), 3 février 1890
- Massilia, musique d'Armand Tedesco (Marseille), 25 mars 1890
- Une fête au camp (Marseille), 28 janvier 1893
- Réïa, musique de Joseph Monsigu (Marseille), 20 avril 1893
- Les Madrilènes , musique de François Perpignan (Royan), 8 août 1895
- L'Abeille et les Fleurs , musique de Louis Ganne (Royan), 10 août 1895
- Les Mésaventures de Zéphirin, musique de François Perpignan (Royan), 7 septembre 1895
- Rose d'amour, musique de Pascal Clemente (Marseille), 1er janvier 1896